# Du grabuge chez les veuves
Pour plus de détails, voir Fiche technique et Distribution.
Du grabuge chez les veuves (titre italien : Strana voglia di una vedova) est un film franco-italien de Jacques Poitrenaud réalisé en 1963 et sorti en 1964.

## Synopsis
Isabelle Valmont vient de perdre son mari, tué dans un accident. À l'enterrement elle fait la connaissance de Judith qui se présente comme la maitresse du défunt. De retour du cimetière, elle découvre que son appartement a été cambriolé, sans qu'apparemment aucun objet de valeur n'ait disparu.
L'inspecteur Laforêt, chargé de l'enquête semble sensible au charme d'Isabelle et un autre homme se présente : Angelo Cavalcanti qui semble avoir été en affaires avec le défunt. Il apparait bientôt que ce dernier, qui était pharmacien, aurait participé à un trafic de drogue avec la complicité de Judith et d'Angelo. Tous sont à la recherche de la drogue.

## Fiche technique
- Titre : Du grabuge chez les veuves
- Titre italien : Strana voglia di una vedova
- Réalisation : Jacques Poitrenaud
- Assistant réalisateur : Gérard Guérin et Henri Toulout
- Scénario : Denys de la Patellière, d'après le roman Les Veuves de Jean-Pierre Ferrière
- Dialogues : Albert Simonin
- Directeur de la photographie : Armand Thirard
- Montage : Gilbert Natot
- Décors : Georges Richard
- Costumes : Tanine Autré
- Musique : Georges Delerue
- Sociétés de production :  Les Films Marceau-Cocinor,  Laetitia Film
- Pays de production:  France/ Italie
- Format : Noir et Blanc - Son : Mono
- Genre : Comédie policière
- Durée : 95 minutes
- Dates de sortie : 
  - France : 15 avril 1964
  - Italie : 9 mai 1964

## Distribution
- Danielle Darrieux : Judith, la maîtresse d'Angelo
- Dany Carrel : Isabelle Valmont, la jeune veuve
- Jean Rochefort : l'inspecteur Laforêt
- Pascale de Boysson : Gilberte, la belle-sœur d'Isabelle
- Enzo Doria : Angelo Cavalcanti, l'amant de Judith
- Hubert de Lapparent : Guillaume Valmont, pharmacien
- Jean Carmet : L'horloger à l'enterrement
- Georges Chamarat : Manet, l'employé de la pharmacie
- Jacques Castelot : Cyril, le mari de Judith
- Madeleine Suffel : Doche, une femme à l'enterrement
- Yves Barsacq : le commissaire (non crédité)
- Jacqueline Marbaux
- Dominique Marcas : Une femme à l'enterrement
- Audrey Arno : la femme du train, maîtresse d'Angelo
- Jean Coste
- Michel Vocoret : L'ordonnateur des pompes-funèbres
- Denise Péronne : Une femme à l'enterrement
- Marcel Charvey : Le policier de l'aéroport
- Gabrielle Doulcet : Une dame à l'enterrement
- Adrien Cayla-Legrand : Un homme à l'enterrement
- Marc Arian : Un homme à l'enterrement
- Henri Attal : Le bagagiste de l'aéroport

## Autour du film
- Henri Virlojeux, crédité par erreur dans le rôle de Guillaume dans "Histoire du cinéma français, encyclopédie des films 1961-1965", n'apparaît pas dans ce film.
- Scilla Gabel, créditée par erreur dans le rôle de la maitresse d'Angelo (scène du départ en train) dans "Histoire du cinéma français, encyclopédie des films 1961-1965", n'apparait pas dans ce film.